# Polnische Sozialdemokratische Partei Galiziens

Logo

Die Polnische Sozialdemokratische Partei Galiziens und Schlesiens (polnisch: Polska Partia Socjalno-Demokratyczna Galicji i Śląska) bzw. Polnische Sozialdemokratische Partei Galiziens und Teschner Schlesiens (polnisch: Polska Partia Socjalno-Demokratyczna Galicji i Śląska Cieszyńskiego), auszugsweise PPSD, bis 1897 Galizische Sozialdemokratische Partei (Galicyjska Partia Socjaldemokratyczna, GPS) war von 1892 bis 1919 eine sozialistische Partei im damaligen cisleithanischen Kronland Galizien und Lodomerien sowie im östlichen Teil Österreichisch-Schlesiens (Olsagebiet).

## Geschichte
Die Partei wurde 1892 in Lemberg als Galizische Sozialdemokratische Partei (Galicyjska Partia Socjaldemokratyczna bzw. Socjaldemokratyczna Partia Galicji) gegründet. Anfänglich umfasste sie alle Nationalitäten Galiziens, obwohl 1892 in einer Erklärung von Ignacy Daszyński die Partei in der Absicht als polnisch nationalgeprägt beschrieben wurde. Die galizische Sozialisten nahmen zum ersten Mal an der Reichsratswahl 1891 werbend für Karol Lewakowski teil. In der Reichsratswahl 1897 trat sie selbstständig mit sieben Kandidaten in Galizien (von denen gewannen zwei: Ignacy Daszyński und Jan Kozakiewicz) und werbend für zwei anderen in Schlesien teil. Um 1899 trennte sich die Ukrainische Sozialdemokratische Partei Galiziens und der Bukowina ab und für die polnische Partei wurde seitdem der Name Polska Partia Socyalno-Demokratyczna in der Zeitungen verwendet.
In der Reichsratswahl 1907 wurden sechs Mitglieder der PPSD wurden zum Abgeordnetenhaus gewählt: Herman Diamand (Lemberg 3) und Józef Hudec (Lemberg 7), Herman Lieberman (Przemyśl), Jędrzej Moraczewski (Stryj, Kałusz), Tadeusz Reger (Freistadt, Oderberg) sowie Ryszard Kunicki (Teschen, Jablunkau). Tadeusz Reger verzichtete für Ignacy Daszyński auf sein Mandat.
In der Reichsratswahl 1911 wurden die folgende Mitglieder der PPSD zum Abgeordnetenhaus gewählt: Herman Diamand (Lemberg 3) und Józef Hudec (Lemberg 7), Ignacy Daszyński (Krakau 11, verzichtete danach) und Zygmunt Marek (Krakau 9), Zygmunt Klemensiewisz (Umgebung von Krakau), Herman Lieberman (Przemyśl), Jędrzej Moraczewski (Stryj, Kałusz), Tadeusz Reger (Freistadt, Oderberg).
1919 schloss sie sich der Polnischen Sozialistischen Partei (Polska Partia Socjalistyczna) an.

## Bekannte Aktivisten
- Ignacy Daszyński
- Emil Bobrowski
- Herman Lieberman
- Jędrzej Moraczewski
- Antoni Pająk
- Maksymilian Rose
- Henryk Grossmann